# Ugala
Ugala o anche Ugalla è una circoscrizione rurale (rural ward) della Tanzania situata nel distretto di Nsimbo, regione di Katavi. Conta una popolazione di 24 645 abitanti (censimento 2022).